# Paint.net
Paint.net, stylizowany jako Paint.NET – darmowy program do obróbki grafiki rastrowej, stworzony przez studentów Washington State University pod nadzorem Microsoftu, rozwijany obecnie przez Ricka Brewstera (jednego z członków pierwotnego zespołu). Został napisany w języku C# na platformę .NET.
Od wersji 4.0 program nie współpracuje z systemem operacyjnym Windows XP i starszymi.
Oprócz najbardziej typowych narzędzi dostępnych w prostych programach graficznych, zawiera takie funkcje jak: warstwy, zaznaczanie magiczną różdżką, półprzezroczystość, antyaliasing, tworzenie gradientów, a także wiele filtrów oraz efektów.
Jego architektura umożliwia pisanie wtyczek i rozszerzeń przez niezależnych deweloperów. Liczba dostępnych rozszerzeń do tego programu sięga 400.
Obsługuje następujące formaty plików: BMP, JPG, GIF, PNG, TIFF, TGA, DDS, własny PDN (dla grafiki wielowarstwowej) oraz wiele innych za pomocą rozszerzeń.
Paint.NET jest całkowicie darmowy dla dowolnych zastosowań, jednak (od grudnia 2008) jego kod źródłowy nie jest już dostępny.
Powstał również nieoficjalny port dla systemów uniksowych, oparty na wersji 3.0, który wykorzystuje platformę Mono.